# A vizsga (film, 2011)
A vizsga 2011-ben bemutatott magyar bűnügyi filmdráma. Bergendy Péter második rendezése az 1956-os forradalom utóéletét mutatja be az ügynökvilágon keresztül. A film az 56-os filmek csoportján belül új szempontból ábrázolja a diktatúra embertelen működését.
A film folytatása, A játszma, 2022-ben jelent meg.

## Cselekmény
A történet 1957. december 24-én játszódik. A forradalom után szükségessé vált a még 1956-ban átszervezett állambiztonsági hivatal, a Politikai Nyomozó Főosztály személyzeti apparátusának felülvizsgálata, a rendszerhez lojális elemek kiválasztása és a létszámcsökkentés. A feladatot december végéig végre kell hajtani. A szervezet a belügyminiszteri parancsnak megfelelően titkos vizsgán teszi próbára ügynökei elkötelezettségét. Az egyik vizsgáztatott Jung András tartótiszt „némettanárként” gyűjti az egyik konspirált lakásban a beszervezett ügynökök jelentését, azonban tudtán kívül a szemközti ház konspirált lakásából őt is megfigyelik. A vizsgálatot a fiatalember mentora, „apja” Markó Pál alezredes és Kulcsár Emil vizsgabiztos vezeti. A vizsga során kiderül, hogy Jung Andrásnak viszonya van egy ismeretlen nővel, Gáti Évával, aki a forradalom alatt a Corvin közben ÁVO-sokat ölt. Markó személyesen igyekszik felderíteni az ügyet, hiszen Jung az egyik legjobb embere, személyes pártfogoltja. Ebben a helyzetben Jung választás elé kényszerül: vagy szakít a nővel, vagy dekonspirálódik. Jung számon kéri Gátin a múltját, veszekedésük során lelepleződik a poloska. Markó megszakítja a vizsgát az elmérgesedett helyzetben és Gátival felfedik a megfigyelést az elbukott Jung előtt. Markó védve a „fiát” és saját magát, Jung és Gáti együttműködésével meghamisítja a felvételeket a vizsgavezető Kulcsár távollétében, azonban parancsra a vizsgálat végeztével az elemzőközpontba viszik, ahol Rozgonyi ezredes előtt szembesítik a helyszínen készült eredeti felvétellel. A vizsga Jung és Gáti sikerével zárul, de Markó Pált azonnali hatállyal elbocsátják, alosztályvezetői pozícióját Kulcsár kapja meg és kizárják a pártból is. Markóék karácsonyi vacsorája a fogadott fiú nélkül zajlik.

## Érdekességek
A film elején (18:30) szóba kerülnek Jung női ügynökei, akinek fotóit is megmutatja a kamera. A másodikként előkerülő fotó a Szeles Erika Kornélia 1956-os forradalmárt ábrázoló, és a korabeli vezető nyugati sajtóban, többek között a Life amerikai hetilap címlapján is híressé vált fénykép (Vagn Hansen dán fotós felvétele) portrévá alakított változata. Szeles Erika Kornélia a valóságban nem volt ügynök, és még a forradalom idején, 1956. november 7-én elesett a harcokban.

## Szereplők
- Jung András – Nagy Zsolt
- Markó Pál – Kulka János
- Gáti Éva – Hámori Gabriella
- Kulcsár Emil – Scherer Péter
- Csapó Imre – Elek Ferenc
- Rozgonyi ezredes – Haumann Péter
- Dohány Ferenc – Balogh András
- Radnai, a rendező – Széles László
- Vígh – Dimény Áron
- Varga – Hellerbrandt Gábor
- Pálmai – Kovács Lehel
- Atya – Haás Vander Péter
- Bolha – Szabados Mihály
- Fényképész – Papp János
- Egriné – Papp Vera
- Házmesterné – Tóth Anita
- Janka – Varga Mária
- Portás – Dvorák Tamás

## Közreműködők
- Rendező – Bergendy Péter
- Forgatókönyvíró – Köbli Norbert
- Zeneszerző – Parádi Gergely
- Operatőr – Tóth Zsolt
- Producer – Bodzsár István
- Jelmez – Breckl János
- Látványtervező – Hujber Balázs
- Gyártásvezető – Pék Csaba
- Vágó – Király István

## Kritikák
A film mind magyar, mind külföldi méltatást is kapott, a színészeket nemzetközi filmfesztiválokon díjazták, alapvetően pozitív kritikákat kapott annak ellenére, hogy egy alacsony költségvetésű filmről van szó.
Ritter György kritikus szerint A vizsga az átverések, az árulások filmje, a keményen működő diktatúrát, az árulás mechanizmusát mutatja be a hollywoodi thriller zsánerét alapul véve. Bergendy az egyik legszórakoztatóbb 56-os ügynökfilmet készítette el.
Kovács Bálint véleménye szerint az alkotás egy zsánerfilm (thriller), amihez az 56-os események csak háttérül szolgálnak, a szereplőkkel nehéz erkölcsi dilemmák nélkül rokonszenvezni, mert a felvetett kérdésekre nem lehet az embertelen rendszerben morálisan helyes választ adni.
Papp Sándor Zsigmond kritikája a következő: „…az elnyomó hatalom képviselőjének akaratlan apológiája A vizsga.”
Gyárfás Dóra szerint A vizsgában keveredik a fikció a történelmi valósággal, aminek olyan részletét ragadja ki, amelyről eddig nem beszélt senki.
A vizsga Pápai Zsolt kritikus szerint egy izgalmas ügynökthriller, pergő és fordulatos darab, amely nem akar nagy történelmi igazságokat kijelenteni, nem didaktikus – miközben azért a történetvezetés (kora)kádári rendszer világát is bemutatja. A forgatókönyv pedánsan alkalmazza a hollywoodi thriller elemeit. Igazi közönségfilm.

## Díjak
Chicago International Film Festival (2012)
- díj: arany Hugó-díj
- díj: új rendezők díja – Bergendy Péter

Gotham Screen International Film Festival Awards (2012)
- díj: legjobb férfi alakítás – Kulka János
- díj: legjobb női alakítás – Hámori Gabriella

Film Policier de Liège (2013)
- díj: legjobb színésznő – Hámori Gabriella

Indafilmszemle (2013)
- díj: Aranykorsó-díj a legjobb tavalyi film